# Eurogamer
Eurogamer – brytyjska strona internetowa o grach komputerowych, założona w 1999 wraz ze spółką Eurogamer Network Ltd. przez braci Ruperta i Nicka Lomanów. Strona dostarcza wiadomości, recenzji, zapowiedzi gier i materiałów wideo. Eurogamer ma wysoką popularność – w listopadzie 2010 stronę odwiedziło 5,7 miliona użytkowników. W 2007 edytorzy portalu Kristan Reed, Tom Bramwell i Kieron Gillen zdobyli nagrody Games Media Awards.

## Edycje regionalne
Obok podstawowej, brytyjskiej wersji portalu, istnieją też serwisy regionalne: belgijski, czeski, niemiecki, duński, hiszpański, francuski, włoski, holenderski, portugalski i szwedzki. W listopadzie 2012 działalność rozpoczęła polska wersja pod kierownictwem Zbigniewa Jankowskiego.

## Eurogamer Network
Do grupy Eurogamer Network Ltd. należy główny serwis Eurogamer.net i wszystkie edycje regionalne, a ponadto portale GamesIndustry, Rock, Paper, Shotgun, VG247, Modojo oraz Nintendo Life. Grupa dociera miesięcznie do ponad 10 mln unikalnych użytkowników.